# Charles Coughlin
Charles Edward Coughlin, znany jako Father Coughlin (Ojciec Coughlin, ur. 25 października 1891 w Hamilton, zm. 27 października 1979 w Bloomfield Hills) – amerykański duchowny katolicki o poglądach faszystowskich, kaznodzieja radiowy.

## Życiorys
Dorastał w portowym mieście Hamilton nad Wielkimi Jeziorami, kształcił się w St. Michael's College w Toronto, a w 1911 ukończył studia na Uniwersytecie w Toronto. Poważnie zastanawiał się nad wejściem do polityki, jednak ostatecznie wybrał kapłaństwo, studiował w St. Basil's Seminary w Toronto i w 1923 został wyświęcony w Detroit. Należał do zgromadzenia bazylianów, które wywarło duży wpływ na jego poglądy. W 1926 został duszpasterzem Świątyni Małego Kwiatu (Shrine of the Little Flower) w Royal Oak w Michigan. W 1930 eksperymentował z nowym wówczas medium, jakim było radio, nadając początkowo kazania, rozmowy z dziećmi i lekcje katechizmu. Wkrótce potem na antenie zaczęły pojawiać się polityczne i ekonomiczne treści. W 1930 Coughlin ogłosił krucjatę przeciwko komunizmowi i rozpowszechnianiu się wpływów komunistycznych w USA. Zaczął też atakować urzędującego prezydenta Hoovera i popierać jego rywala Franklina Roosevelta podczas kampanii przed wyborami w 1932. Wówczas widział w Roosevelcie nadzieję na wyjście USA z wielkiego kryzysu i uchronić kraj przed komunistycznym zagrożeniem. Używał swojego programu radiowego "The Hour of Power" do przekonywania słuchaczy do głosowania na Roosevelta, mimo że sam Roosevelt od początku był nieufny wobec Coughlina i zdawał się ignorować jego rolę w powodzeniu jego kampanii. Coughlin szybko zdobywał słuchaczy. Wykorzystywał swój program do popierania Nowego Ładu i atakowania tych, którzy byli mu przeciwni. Gdy zdał sobie sprawę, że nie będzie odgrywał kluczowej roli w gabinecie Roosevelta, poczuł się zdradzony. Stopniowo zaczął wyrażać reakcyjne poglądy i coraz ostrzejszą krytykę Nowego Ładu, która była przy tym naszpikowana antysemicką retoryką. Po kilku próbach sprawienia, żeby prezydent zaczął go zauważać, odwrócił się od Roosevelta. W 1935 w swoim programie radiowym zaatakował zarówno prezydenta, jak i Nowy Ład. W tym samym roku założył Narodową Unię dla Sprawiedliwości Społecznej (National Union for Social Justice; NUSJ) jako polityczną grupę mającą reprezentować interesy jego słuchaczy w Waszyngtonie. Podczas wyborów prezydenckich w 1936 NUSJ miała ponad milion płacących członków.
W założonym przez siebie w 1936 piśmie "Social Justice" Coughlin przypuszczał bardzo ostre ataki na komunizm, Wall Street i Żydów, jednocześnie wypowiadając się z uznaniem o faszyzmie, nazizmie i rządach autorytarnych, w których widział jedyną metodę leczenia chorób demokracji i kapitalizmu. Potępiał wpływ bezbożnych kapitalistów, Żydów, komunistów, międzynarodowych bankierów i plutokratów na politykę zagraniczną USA. W cyklu artykułów w "Social Justice" z 1938 ostro krytykował żydowskich finansistów i ich kontrolę nad polityką światową. Z tego powodu otrzymywał około trzy miliony listów rocznie, z których wiele zawierało pieniądze na prowadzoną przez niego krucjatę. Opowiadał się za nacjonalizacją zasobów zbyt ważnych, by były utrzymywane przez jednostki, likwidacją systemu rezerwy federalnej, przywróceniu Kongresowi prawa do regulacji pieniądza, prawem robotników do organizowania związków zawodowych i rekwizycją bogactwa oraz poborem mężczyzn w czasach wojny. W polityce zagranicznej popierał zasadę America First. W latach 30. był jednym z najbardziej wpływowych ludzi w USA; w Royal Oak zbudowano nowy urząd pocztowy wyłącznie w celu rozpatrywania listów, które otrzymywał, średnio w ilości 80 000 tygodniowo. Ponadto publiczność jego audycji radiowych sięgnęła 10 milionów. W swoim programie z 1938 pomógł zainspirować i nagłośnić tworzenie politycznego stowarzyszenia nazwanego Front Chrześcijański (Christian Front), zorganizowanego w sposób zbliżony do milicji, który obiecał bronić kraju przed komunistami i Żydami. Organizacja ta organizowała wiece w całym kraju; w Nowym Jorku kilku jej członków zostało aresztowanych za nękanie Żydów na ulicy. Coughlin był zwolennikiem izolacjonizmu od początku swojej kariery.
Gdy w Europie trwała II wojna światowa, Coughlin obwiniał Żydów za podżeganie do konfliktów. Stanowczo sprzeciwiał się jakimkolwiek zagranicznym interwencjom przez rząd USA. Nawet po japońskim ataku na Pearl Harbor w grudniu 1941 sprzeciwiał się wejściu USA do wojny, twierdząc, że Żydzi zaplanowali wojnę dla własnej korzyści i zmówili się, żeby uwikłać USA. W tym okresie był już objęty śledztwem przez amerykański rząd; jeszcze przed Pearl Harbor, we wrześniu 1941, jego wniosek o paszport został odrzucony przez Departament Stanu z powodu odnotowanych pronazistowskich poglądów. Jego komentarze po Pearl Harbor i związana z przystąpieniem USA do wojny zmiana nastrojów społecznych dały rządowi możliwość ograniczenia jego politycznej aktywności. W 1942 agenci FBI zorganizowali nalot na kościół Coughlina i skonfiskowali wszystkie księgi parafialne oraz osobiste papiery. Podczas śledztwa prokurator generalny Francis Biddle argumentował, że pismo Coughlina "Social Justice" powtarza w USA linię wrogiej propagandy prowadzonej przeciwko krajowi z zagranicy. Amerykańskie władze pozwoliły Coughlinowi kontynuować wydawanie jego pisma, jednak zakazały mu używania poczty w celu rozpowszechniania go. Wkrótce potem publikacja została przerwana. W tym samym roku katolicka hierarchia nakazała mu zaprzestać nadawanie, a arcybiskup Detroit Edward Mooney nakazał Coughlinowi zaprzestać wszelkiej nie-duszpasterskiej działalności pod rygorem suspensy. Pozostał na stanowisku duszpasterza Świątyni Małego Kwiatu w Detroit do przejścia na emeryturę w 1966. Był autorem książek Christ or the Red Serpent (1930), By the Sweat of Thy Brow (1931) i The New Deal in Money (1933).